# Leibniz-Kriterium
Das Leibniz-Kriterium ist ein Konvergenzkriterium im mathematischen Teilgebiet der Analysis. Mit diesem Kriterium kann die Konvergenz einer unendlichen Reihe gezeigt werden. Benannt ist es nach dem Universalgelehrten Gottfried Wilhelm Leibniz, der das Kriterium 1682 veröffentlichte.

## Aussage des Kriteriums

Partialsumme einer alternierenden Reihe

Sei {\displaystyle (a_{n})_{n\in \mathbb {N} _{0}}} eine monoton fallende, reelle Nullfolge, dann konvergiert die alternierende Reihe
{\displaystyle s=\sum _{n=0}^{\infty }(-1)^{n}a_{n}\,.}
Über den Grenzwert der Reihe macht das Kriterium jedoch keine Aussage.
Das Kriterium gilt auch für monoton wachsende Nullfolgen, denn ist {\displaystyle (a_{n})_{n\in \mathbb {N} _{0}}} eine monoton wachsende Nullfolge, so ist {\displaystyle (-a_{n})_{n\in \mathbb {N} _{0}}} eine monoton fallende Nullfolge.

## Beispiele
Mit dem Leibniz-Kriterium kann beispielsweise die Konvergenz der alternierenden harmonischen Reihe und der Leibniz-Reihe gezeigt werden.

### Alternierende harmonische Reihe
Die alternierende harmonische Reihe
{\displaystyle 1-{\frac {1}{2}}+{\frac {1}{3}}-{\frac {1}{4}}+{\frac {1}{5}}\mp \cdots =\sum _{n=1}^{\infty }{\frac {(-1)^{n+1}}{n}}=\ln(2)}
konvergiert nach dem Leibniz-Kriterium. Allerdings konvergiert sie nicht absolut.

### Leibniz-Reihe
{\displaystyle 1-{\frac {1}{3}}+{\frac {1}{5}}-{\frac {1}{7}}+{\frac {1}{9}}\mp \cdots =\sum _{n=0}^{\infty }{\frac {(-1)^{n}}{2n+1}}=\arctan(1)={\frac {\pi }{4}}}.

### Gegenbeispiel
Dieses Gegenbeispiel zeigt, dass es nicht genügt, wenn {\displaystyle (a_{n})} nur eine Nullfolge ist. Die Monotonie ist notwendig für dieses Kriterium. Betrachtet man die nicht-monotone Nullfolge
{\displaystyle a_{n}={\begin{cases}0&{\text{falls}}\ n\ {\text{gerade}},\\{\frac {2}{n+1}}&{\text{falls}}\ n\ {\text{ungerade}}.\end{cases}}}
Die alternierende Reihe {\displaystyle s} mit diesen Koeffizienten hat als ungerade Reihenglieder die negative harmonische Reihe, die divergiert. Daher ist auch die gesamte Reihe {\displaystyle s} divergent.

## Abschätzung des Grenzwerts
Das Leibniz-Kriterium liefert eine Abschätzung für den Grenzwert, denn bei derartig alternierenden Reihen liegt der Grenzwert immer zwischen zwei aufeinanderfolgenden Partialsummen. Sei
{\displaystyle s_{N}=\sum _{n=0}^{N}(-1)^{n}a_{n}}
die {\displaystyle N}-te Partialsumme der Reihe
{\displaystyle s=\sum _{n=0}^{\infty }(-1)^{n}a_{n}}
mit einer monoton fallenden Nullfolge {\displaystyle (a_{n})_{n\in \mathbb {N} _{0}}}.
Dann gilt für alle {\displaystyle k\in \mathbb {N} _{0}}:
{\displaystyle s_{2k-1}\leq s\leq s_{2k}}.
Es gibt zudem noch eine Fehlerabschätzung, das heißt eine Abschätzung des Restglieds der Summe nach {\displaystyle N} Summanden:
{\displaystyle |s-s_{N}|=\left|\sum _{n=N+1}^{\infty }(-1)^{n}a_{n}\right|\leq a_{N+1}.}

## Beweis
Wir betrachten die Teilfolge {\displaystyle (s_{0},s_{2},s_{4},\dots )=(s_{2k})_{k\in \mathbb {N} _{0}}} der Folge der Partialsummen. Da die Folge {\displaystyle (a_{k})_{k\in \mathbb {N} _{0}}} monoton fallend ist,
gilt
{\displaystyle s_{2k+2}=s_{2k}-a_{2k+1}+a_{2k+2}\leq s_{2k},\quad k\in \mathbb {N} _{0}}.
Das heißt, die Folge {\displaystyle (s_{2k})_{k\in \mathbb {N} _{0}}} ist ebenfalls monoton fallend.
Sie ist außerdem nach unten beschränkt, denn
{\displaystyle s_{2k}=(a_{0}-a_{1})+(a_{2}-a_{3})+\dots +(a_{2k-2}-a_{2k-1})+a_{2k}\geq a_{2k}\geq 0},
nachdem die Klammerausdrücke wegen der Monotonie der Folge {\displaystyle (a_{k})_{k\in \mathbb {N} }} größer gleich Null sind. Die Folge {\displaystyle (s_{2k})_{k\in \mathbb {N} _{0}}} ist also nicht nur monoton fallend, sondern auch nach unten beschränkt und damit nach dem Monotoniekriterium konvergent. Die Folge {\displaystyle (s_{1},s_{3},s_{5},\dots )=(s_{2k+1})_{k\in \mathbb {N} _{0}}} ist ebenfalls konvergent (ähnliches Argument wie oben, aber monoton steigend) und hat denselben Grenzwert, da
{\displaystyle \lim _{k\to \infty }s_{2k+1}=\lim _{k\to \infty }\left(s_{2k}-a_{2k+1}\right)=\lim _{k\to \infty }s_{2k}}
wegen
{\displaystyle \lim _{k\to \infty }a_{2k+1}=0}
gilt.

## Verallgemeinerung
Das Leibniz-Kriterium stellt einen Spezialfall des allgemeineren Kriterium von Dirichlet dar.